# Территориальные приобретения Греции по итогам Первой Балканской войны
Греция вступила в Первую Балканскую войну 6 (19) октября 1912 года. Выступив на стороне Балканского союза, из войны Королевство Греция вышло победителем, присоединив к себе ряд территорий Османской империи, а также территории некоторых зависимых от неё государств. Все территориальные приобретения на международном уровне были узаконены Лондонским мирным договором 1913 года, однако ещё во время войны ряд зависимых от Османской империи, а также непосредственно входящих в неё территорий заявили о добровольном вхождении в состав Греции.

## Государства добровольно вошедшие в состав Греции

### Критское государство

Государственный флаг Критского государства

Несмотря на проигрыш Греции в Первой греко-турецкой войне, на Крите, на который по причине греческого восстания была произведена интервенция Великих держав, 9 декабря 1898 года было создано автономное от Османской империи Критское государство.
Под патронатом великих держав для управления государством было создано правительство во главе с Верховным комиссаром принцем Георгом. Со временем началось политическое противостояние между принцем Георгом и министром юстиции Элефтериосом Венизелосом, которое привело к тому, что в марте 1905 года на острове вспыхнуло восстание под предводительством Венизелоса. Венизелосом было сформировано Революционное собрание, которое объявило «политический союз Крита с Грецией в качестве одного свободного правового государства». В результате данных событий, при посредничестве Великих держав, принц Георг ушел в отставку и отбыл с острова, была принята новая конституция, новым Верховным комиссаром стал Александрос Заимис, начался вывод войск Великих держав, а руководство жандармерии было заменено на греческое.
В 1908 году, воспользовавшись внутренними беспорядками в Османской империи, а также приближением окончания срока руководства Заимиса на острове, критские депутаты в одностороннем порядке объявили об объединении с Грецией. Грецией данный акт был признан с началом Первой Балканской войны — в октябре 1912 года.

### Княжество Самос

Государственный флаг Княжества Самос

Несмотря на то, что подавляющее большинство населения острова Самос составляли греки, по итогам Лондонской конвенции остров не вошел в состав новосозданного греческого государства. Взамен этому на его территории в 1832 году было создано Княжество Самос — вассальное княжество Османской империи под защитой Великих держав.
Князя — главу государства, обязательно являвшегося греком по национальности, назначал османский султан, при этом в государстве был также и «парламент» — палата из 36 депутатов под председательством митрополита. Княжество было обязано платить ежегодную дань Османской империи, которая составляла 300000 пиастров. В остальном княжество было фактически независимо.
С началом Первой Балканской войны в 1912 году национальное собрание Самоса приняло решение о присоединении к Греции

### Свободное государство Икария

Государственный флаг Свободного государства Икария

С началом Первой Балканской войны на острове Икария, населённом преимущественно греками, вспыхнуло восстание против Османской империи. Восставшим удалось самостоятельно очистить территорию острова от османских войск и провозгласить создание Свободного государства Икария.
Государство просуществовало с июля по ноябрь 1912 года. 4 ноября 1912 года на территорию государства вошли греческие войска и его правительством было принято решение о присоединении к Греции.

## Территории, присоединённые по Лондонскому мирному договору
По Лондонскому договору Греция получала часть Македонии, разделённой между Грецией, Болгарией и Сербией, и южную часть Эпира. Северная часть Эпира должна была отойти к создающемуся албанскому государству, однако, несмотря на это, была оккупирована Грецией вплоть до 1914 года, и даже получила при поддержке греков недолго просуществовавшую автономию от Албании. Статус занятых Грецией островов в Эгейском море было поручено решить комиссии из представителей великих держав, окончательно их статус в составе Греции был закреплён лишь по окончании Второй Балканской войны Бухарестским мирным договором 1913 года.